# 밤이 되었습니다
《밤이 되었습니다》는 대한민국의 웹드라마이다.
...

## 줄거리
종료가 불가능한 의문의 마피아 게임에 강제로 참여하게 된 유일고 2학년 3반의 하이틴 미스터리 스릴러

## 등장 인물

### 주연
- 이재인 : 이윤서 역
- 김우석 : 김준희 역
- 최예빈 : 오정원 역
- 차우민 : 고경준 역
- 안지호 : 진다범 역
- 정소리 : 김소미 역

### 조연
- 송병근 : 임은찬 역
- 홍민기 : 장현호 역
- 홍성표 : 남연우 역
- 강설 : 최미나 역
- 원유진 : 강예원 역
- 박상은 : 신승빈 역
- 배재영 : 김진하 역
- 서동현 : 박우람 역
- 도병훈 : 김동현 역
- 김민서 : 최주원 역
- 오정택 : 차유준 역
- 천영민 : 박지수 역
- 박윤호 : 허율 역
- 김규빈 : 이주영 역
- 박주원 : 안나희 역
- 김소희 : 백은하 역

### 우정출연
- 조용준 : 담임선생님 역

### 특별출연
- 전현석 : 수련원 직원 역
- 라미 : 박세은 역

### 단역
- 김경민 : 김형석 역
- 차유현 : 이상환 역
- 구하리 : 이수빈 역
- 김창호 : 박지훈 역
- 장연주 : 오진서 역
- 장윤진 : 오혜승 역
- 김범중 : 이현준 역
- 송하진 : 김연주 역
- 송지우 : 박정은 역
- 정지훈 : 수현 역
- 이민호 : 노상훈 역